# Municipio de De Witt (Iowa)
El municipio de De Witt (en inglés: De Witt Township) es un municipio ubicado en el condado de Clinton en el estado estadounidense de Iowa. En el año 2010 tenía una población de 6658 habitantes y una densidad poblacional de 47,18 personas por km².

## Geografía
El municipio de De Witt se encuentra ubicado en las coordenadas 41°49′25″N 90°31′21″O / 41.82361, -90.52250. Según la Oficina del Censo de los Estados Unidos, el municipio tiene una superficie total de 141.12 km², de la cual 140.71 km² corresponden a tierra firme y (0.29%) 0.41 km² es agua.

## Demografía
Según el censo de 2010, había 6658 personas residiendo en el municipio de De Witt. La densidad de población era de 47,18 hab./km². De los 6658 habitantes, el municipio de De Witt estaba compuesto por el 97.37% blancos, el 0.66% eran afroamericanos, el 0.05% eran amerindios, el 0.51% eran asiáticos, el 0.02% eran isleños del Pacífico, el 0.17% eran de otras razas y el 1.23% pertenecían a dos o más razas. Del total de la población el 1.61% eran hispanos o latinos de cualquier raza.